# アルシャンボー8世・ド・ブルボン
アルシャンボー8世・ド・ブルボン（フランス語：Archambaud VIII de Bourbon, 1189年 - 1242年7月21日）は、ブルボン領主（在位：1218年 - 1242年）。ギー2世・ド・ダンピエールとマティルド1世・ド・ブルボンの息子。タイユブールの戦いで戦死した。
1205年にアリックス・ド・フォレと結婚し、以下の子女が生まれた。2人は離婚した。
- マルグリット（1217年頃 - 1256年）[1] - 1232年にナバラ王テオバルド1世と結婚
- アルシャンボー9世（1212年 - 1249年）[注釈 1][4] - ブルボン領主

その後、アルシャンボー8世はベアトリス・ド・モンリュソンと再婚し、以下の子女が生まれた。
- ギヨーム - ベセ領主[4]
- マリー（1220年 - 1274年） - ドルー伯ジャン1世と結婚[6]
- ベアトリス - メルクール領主ベロー6世と結婚[4]